# Flughafen Sveg

i7
i11
i13
Der Flughafen Sveg (alternativ auch Flughafen Härjedalen-Sveg, Englisch: Härjedalen Airport; IATA-Code: EVG, ICAO-Code: ESND) ist ein schwedischer Flughafen in der Provinz Jämtlands län und liegt rund 4 Kilometer nordöstlich von Sveg. Betreiber des Flughafens ist die Gemeinde Härjedalen. Der Flughafen besitzt eine 1702 Meter lange Start- und Landebahn mit der Ausrichtung 09/27 und wurde im Jahr 2016 von rund 6.000 Passagieren benutzt.

## Flugziele
Der Flughafen Sveg wird regelmäßig im Linienverkehr bedient. Es werden zwischen ein- und dreimal täglich Inlandsziele bedient.